# Oscar Hermann Beschorner
Oscar Hermann Beschorner (* 20. März 1843 in Dresden; † 27. Juli 1904 ebenda) war ein deutscher Mediziner.

## Leben
Oscar Hermann Beschorner studierte in Freiburg und Leipzig Medizin. 1863 wurde er Mitglied des Corps Saxonia Leipzig. In Leipzig gehörte Carl Reinhold August Wunderlich zu seinen akademischen Lehren. 1866 war er in Wien Assistent bei Streubel. Nach seiner Promotion zum Dr. med. war er ab 1867 zur Weiterbildung an verschiedenen Hospitälern in Deutschland, Frankreich und London. Nach seiner Rückkehr nach Deutschland war er in der inneren Abteilung des Stadtkrankenhauses Dresden Assistenzarzt bei Walther. Ab Mitte 1869 studierte er Laryngoskopie bei Karl Stoerk und Leopold Schrötter von Kristelli in Wien, bei Victor von Bruns in Tübingen und bei Merkel in Leipzig. Während des Deutsch-Französischen Krieges arbeitete er in Dresden als Chirurg in Kriegslazaretten. Anschließend ließ er sich in Dresden als praktischer Arzt mit dem Spezialgebiet Laryngo-Rhinologie in Dresden nieder und erforschte und behandelte die Krankheiten des Atmungsapparates. Neben seinen Fachaufsätzen schrieb er zahlreiche kleinere Abhandlungen, Kritiken und Referate, die in verschiedenen medizinischen Zeitschriften publiziert wurden.
Beschorner verstarb 1904 in Dresden an Halskrebs und wurde auf dem Trinitatisfriedhof beigesetzt. Sein Sohn war der Archivar und Historiker Hans Oskar Beschorner.

## Auszeichnungen
- Ernennung zum königlichen sächsischen Hofrat

## Ehrenämter
Ab 1885 war Beschorner ständiger Mitarbeiter der Monatsschrift für Ohrenheilkunde und Laryngo-Rhinologie.

## Schriften
- Über den günstigsten Zeitpunkt zur Operation der Hasenscharte, 1867
- Über Thyreotomie, in: Deutsche Zeitschrift für Chirurgie, 1873
- Beiträge zur endolaryngealen Operation von Kehlkopfpolypen, in: Berliner kleine Wochenschrift, 1877
- Über Epiglottiscysten, ebendort, 1877
- Zur Pathologie der Stimme: Heiserkeit, in: Deutsche Zeitschrift für praktische Medizin, 1878
- Über Husten, in: Jahresberichte der Gesellschaft für Natur- und Heilkunde, Dresden 1880/81
- Die Laryngoskopie ein Vierteljahrhundert Eigentum der praktischen Medizin, ebendort, 1883/84
- Über Heufieber und dessen Behandlung, ebendort, 1885/86
- Die lokale Behandlung der Laryngo-Phthisis tuberculosa, ebendort, 1888/89
- Subcutane Injektionen von Cocain. salicyl. bei Asthma und nervösem Husten, in: Monatsschrift für Ohrenheilkunde und Laryngo-Rhinologie, 1885
- Über chronische essentielle fibrinöse Bronchitis (Bronchialcroup), in: Klinische Vorträge herausgegeben von Richard von Volkmann, 1893